# 苏本铫
苏本铫（1874年—1948年），字颖杰，福建汀州人，清末与民国时期学者，教育家。

## 生平
早年毕业于圣约翰大学。曾供职于山西大学堂译书院，译有《俄国近史》一书。1903年，与他人共同创立上海民立中学，出任校长，掌管该校长达四十余年。